# Sandy Cove Ecological Reserve
Die Sandy Cove Ecological Reserve ist ein Naturschutzgebiet auf der zur kanadischen Provinz Neufundland und Labrador gehörenden Insel Neufundland. Es wurde 2007 als provisorisches Reservat eingerichtet. 2013 erhielt das Schutzgebiet seinen heutigen Status. Das Schutzgebiet besitzt eine einzigartige Pflanzenwelt.

## Lage
Das Schutzgebiet besteht aus zwei kleinen Parzellen an der Nordküste der Great Northern Peninsula, 4,5 km nördlich der Gemeinde Flower’s Cove. Die Gesamtfläche beträgt 15 Hektar. Zwischen den beiden Parkflächen befindet sich die Sandy Cove, eine kleine Bucht im Süden der Belle-Isle-Straße.

## Flora
Das raue Klima mit starken Winden und ausgeprägtem Frost begünstigt eine arktisch-alpine Flora. Auf den Kalksteinböden gedeiht der Gegenblättrige Steinbrech, die Schwarze Krähenbeere, das Stängellose Leimkraut, die Weiße Silberwurz, Fettkräuter und die seltene und bestandsbedrohte Pflanze Braya longii. Diese ist eine selbstbestäubende Pflanze, die auf starke Winde zur Verbreitung angewiesen ist.